# Madagascarctia
Madagascarctia is een geslacht van vlinders van de familie spinneruilen (Erebidae), uit de onderfamilie Arctiinae.

## Soorten
- M. cellularis (de Toulgoët, 1954)
- M. feminina Gaede, 1923
- M. madagascariensis (Butler, 1882)